# Denise Feierabend
Denise Feierabend, född 15 april 1989 i Engelberg, är en schweizisk alpin skidåkare som har tävlat i världscupen sedan februari 2008. Hon tävlar i samtliga grenar, både i fart och teknik.
Hon deltog i olympiska vinterspelen 2014 i Sotji där hennes bästa placering blev en 
12:e plats i superkombination. I slalomtävlingen slutade hon på en 17:e plats .
I världscupkombinationen i St. Moritz den 27 januari 2012 kom hon sexa, vilket är hennes bästa resultat i världscupen hittills i karriären. Hon har även två tiondeplatser .
I junior-VM i Garmisch-Partenkirchen 2009 vann hon guld i slalom .